# Aleluja
Aleluja [alelúja] je slovenska velikonočna postna juha iz posušenih repinih olupkov. 
Nastala naj bi v 17. stoletju kot spomin na eno od velikih lakot v poznem srednjem veku, med katero naj bi jo jedli nezabeljeno. Kot datum se omenja leto 1472 (v Ljubljani in okolici pomanjkanje posledica obleganja Turkov), pa tudi leti 1592 (na Kranjskem) in 1817. Po drugi razlagi naj bi bila le spomin na kristusovo trpljenje.
Še pred 2. svetovno vojno je bila prisotna na kmetih. Kuhali so jo na Gorenjskem, v delu Dolenjske, Cerkljanskem in v osrednji Sloveniji ter ima več različic. Z njeno pripravo so ljudje porabili ostanke (olupki in voda, v kateri se je kuhala šunka).
Ivan Vrhovnik je v svoji zgodovini trnovske župnije napisal, da so Trnovčani in Krakovčani to jed poznali pod tremi imeni: aleluja, olupki in lakota. Posušeni repini olupki so bili naprodaj na ljubljanski tržnici.
Danes je aleluja kot sodobnemu okusu prilagojena specialiteta na meniju nekaterih gostinskih lokalov.

### Priprava
Posušene (lahko tudi rahlo dimljene) repine olupke se skuha do mehkega (ali namoči za dan ali dva), naseklja, zabeli in skuha s krompirjem. Lahko se jih tudi podmete z moko (ali doda prežganje iz drobtin), zabeli z ocvirki (ali doda sekanico), krompir pa skuha, zabeli z ocvirki in ponudi posebej.

### V leposlovju
Legendo o njenem nastanku je Janez Trdina omenil v noveli Arov in Zman.

### Razstave in festivali
Sušeči se olupki na vrvi so bili del ene od razstav Mestnega muzeja Idrija. Jed je bila predstavljena na razstavi velikonočnih voščilnic leta 2017 v vhodni veži Mestne hiše v Kranju. Župnija Šentvid pripravlja Festival aleluja, na katerem je aleluja ena od razstavljenih velikonočnih jedi.